# Grand Prix automobile du Canada 1977
Résultats du Grand Prix du Canada de Formule 1 1977 qui a eu lieu sur le circuit Mosport Park le 9 octobre 1977.

## Classement
| Pos  | N° | Pilote                | Voiture            | Tours | Temps/Abandon      | Grille | Points |
| ---- | -- | --------------------- | ------------------ | ----- | ------------------ | ------ | ------ |
| 1    | 20 | Jody Scheckter        | Wolf-Ford          | 80    | 1 h 40 min 00 s 00 | 9      | 9      |
| 2    | 4  | Patrick Depailler     | Tyrrell-Ford       | 80    | +6 s 77            | 6      | 6      |
| 3    | 2  | Jochen Mass           | McLaren-Ford       | 80    | +15 s 76           | 5      | 4      |
| 4    | 17 | Alan Jones            | Shadow-Ford        | 80    | +46 s 69           | 7      | 3      |
| 5    | 23 | Patrick Tambay        | Ensign-Ford        | 80    | +1 min 03 s 26     | 16     | 2      |
| 6    | 19 | Vittorio Brambilla    | Surtees-Ford       | 78    | Accident           | 15     | 1      |
| 7    | 14 | Danny Ongais          | Penske-Ford        | 78    | +2 tours           | 22     |        |
| 8    | 9  | Alex Ribeiro          | March-Ford         | 78    | +2 tours           | 23     |        |
| 9    | 5  | Mario Andretti        | Lotus-Ford         | 77    | Moteur             | 1      |        |
| 10   | 16 | Riccardo Patrese      | Shadow-Ford        | 76    | Sortie de piste    | 8      |        |
| 11   | 30 | Brett Lunger          | McLaren-Ford       | 76    | Moteur             | 20     |        |
| 12   | 21 | Gilles Villeneuve     | Ferrari            | 76    | Transmission       | 17     |        |
| Abd. | 1  | James Hunt            | McLaren-Ford       | 61    | Accident           | 2      |        |
| Abd. | 27 | Patrick Nève          | March-Ford         | 56    | Moteur             | 21     |        |
| Abd. | 3  | Ronnie Peterson       | Tyrrell-Ford       | 34    | Fuite d'essence    | 3      |        |
| Abd. | 24 | Rupert Keegan         | Hesketh-Ford       | 32    | Accident           | 25     |        |
| Abd. | 18 | Hans Binder           | Surtees-Ford       | 31    | Accident           | 24     |        |
| Abd. | 10 | Ian Scheckter         | March-Ford         | 29    | Moteur             | 18     |        |
| Abd. | 28 | Emerson Fittipaldi    | Copersucar-Ford    | 29    | Moteur             | 19     |        |
| Abd. | 12 | Carlos Reutemann      | Ferrari            | 20    | Alimentation       | 12     |        |
| Abd. | 8  | Hans-Joachim Stuck    | Brabham-Alfa Romeo | 19    | Moteur             | 13     |        |
| Abd. | 6  | Gunnar Nilsson        | Lotus-Ford         | 17    | Accident           | 4      |        |
| Abd. | 26 | Jacques Laffite       | Ligier-Matra       | 12    | Transmission       | 11     |        |
| Abd. | 7  | John Watson           | Brabham-Alfa Romeo | 1     | Suspension         | 10     |        |
| Abd. | 22 | Clay Regazzoni        | Ensign-Ford        | 0     | Accident           | 14     |        |
| Np.  | 25 | Ian Ashley            | Hesketh-Ford       |       | Pilote blessé      |        |        |
| Nq.  | 15 | Jean-Pierre Jabouille | Renault            |       | Non qualifié       |        |        |
| Np.  | 11 | Niki Lauda            | Ferrari            |       | Forfait            |        |        |

Légende :
- Abd.=Abandon - Np.=Non partant

## Pole position et record du tour
- Pole position : Mario Andretti  en 1 min 11 s 385 (vitesse moyenne : 199,555 km/h).
- Tour le plus rapide : Mario Andretti  en 1 min 13 s 299 au 56e tour (vitesse moyenne : 194,344 km/h).

## Tours en tête
- Mario Andretti : 77 (1-60 / 62-78)
- James Hunt : 1 (61)
- Jody Scheckter : 2 (79-80)

## À noter
- 7e victoire pour Jody Scheckter.
- 3e victoire pour Wolf en tant que constructeur.
- 107e victoire pour Ford Cosworth en tant que motoriste.